# Эпихарм
Эпиха́рм (др.-греч. Ἐπίχαρμος; конец VI — первая половина V века до н. э.) — древнегреческий комедиограф и поэт, философ-досократик. Автор от 35 до 52 комедий. Эпихарм один из тех, кто в современной историографии рассматривается в качестве первого комедиографа, создателя жанра комедии. Известность получили его гномические изречения, среди которых «Рука руку моет», «Где страх, там и почёт». От его многочисленных работ сохранились лишь заглавия и краткие фрагменты, разбросанные в трудах других античных писателей.
Эпихарм известен не только как драматург, но и как философ-досократик. Гиппобот даже относил его к «семи мудрецам», с именами которых связывают рождение древнегреческой философии. Существует предположение, что Платон позаимствовал ряд своих идей из творчества Эпихарма.

## Биография
По современным оценкам, Эпихарм родился на Сицилии. Точное место рождения Эпихарма неизвестно. Различные античные источники называют как сицилийские города Сиракузы, Мегары Гиблейские, Крастос, так и острова Эгейского моря Кос и Самос, откуда его в раннем детстве перевезли на Сицилию. Диоген Лаэртский называет Эпихарма сыном врача Элофала, а византийский энциклопедический словарь X века Суда Титира (или Химара) и Секиды.
Эпихарм долгое время жил при дворе сиракузских тиранов Гелона и Гиерона I. На Сицилии или на Косе, согласно античным источникам, слушал Пифагора или кого-то из его последователей. При этом он воздержался от того, чтобы стать членом полузакрытого пифагорейского союза. По мнению Ямвлиха, Эпихарм перевёл учение Пифагора в шутливую форму, таким образом сохранив его для потомков.
Эпихарм в современной историографии, наряду с Хионидом, рассматривается в качестве первого комедиографа, создателя жанра комедии. На основании информации из византийской энциклопедии Суда можно сделать вывод о том, что Хионид выступил в 487 или 486 году до н. э. в Афинах со своей комедией на празднике Великих Дионисий. Тот же источник утверждает, что Эпихарм выступил в Сиракузах со своим произведением «за 6 лет до начала персидских войн», то есть около 486 года до н. э. Филолог-классик и составитель книги фрагментов греческих комиков (Potarum Graecorum comicorum fragmenta) 1855 года Август Майнеке считал информацию Суды о Хиониде неверной. На основании анализа античных источников он утверждал, что Хионид ставил свои комедии в 460-х годах до н. э. С мнением Майнеке согласуется утверждение Аристотеля в «Поэтике»: «На комедию — мегарцы: здешние (мегарцы) говорят, что она возникла у них во время демократии, а сицилийские ссылаются на то, что из Сицилии происходил Эпихарм, поэт, живший значительно раньше Хионида и Магнета» Мнение Майнеке, хоть и вызвало дискуссию, не стало общепринятым. Оппоненты Майнеке указывали, что античные авторы также могли ошибаться и приводить неверные данные. Ф. Смит подчёркивал, что разница в 20—30 лет для биографии человека V века до н. э. несущественна. Современные историки признают Хионида первым представителем жанра древней аттической, а Эпихарма как первым, так и самым известным автором сицилийской комедии.

## Сочинения
В отличие от древней аттической, сицилийская комедия произошла не от песен комоса (ритуальных шествий, во время которых распевали фривольные песни), а из народных бытовых сценок-флиаков и мимов. Их особенностью были эпизодичность постановок и импровизации. Форма мима, которая перешла в творчество Эпихарма, представляла собой диалог, где почти всё время говорит один из персонажей, а второй лишь дополняет беседу краткими фразами. Основной персонаж обращается то к зрителям, то к воображаемым лицам, то к партнёру по сценке, при этом постоянно меняет интонацию. В отличие от древних аттических комедий в произведения Эпихарма отсутствовал хор. Согласно Аристотелю Эпихарм первым начал создавать заимствованные из мифов фабулы комических произведений с завершённым сюжетом. Ни одна из многочисленных комедий Эпихарма, которых было от 35 до 52, не сохранилась полностью. Во II веке до н. э. Аполлодор Афинский собрал их в десять сборников. Исходя из дошедших до современников фрагментов, они были написаны на сицилийском дорическом диалекте ямбическими триметрами, а также в меньшей степени трохеическими тетраметрами и анапестами. Изобретением Эпихарма стал акростих — стихотворение, в котором первые буквы строк составляют осмысленный текст. Античный комедиограф таким образом «подписывал» свои произведения, зашифровывая в них своё имя. Сюжеты всех комедий Эпихарма можно условно разделить на бытовые и мифологические. Они разительно отличаются от возникших чуть позже древних аттических комедий, которые содержали инвективы против современников. Этим они больше напоминают так называемые «новые» древнегреческие комедии.
Большую ценность представляет отрывок речи прихлебателя-парасита из комедии «Надежда, или Богатство». Парасит рассказывает о своём поведении, как он втирается в доверие к хозяину, без приглашения посещает званые обеды, льстит, выступает шутом, бранится с теми, кто неприятен хозяину. Одновременно он много ест и пьёт, а по пути в свою лачугу получает тумаки от стражи. Это его не особо беспокоит, так как «пока несмешанное вино объемлет мой ум, я побоев не чувствую». К бытовым комедиям Эпихарма также относят «Крестьянин», «Паломники» и др.
Комические трактовки мифов представлены среди прочих в «Одиссее-лазутчике», в котором гомеровский герой представлен плутом, уклоняющимся от выполнения опасного поручения Агамемнона. В «Бусириде» высмеян Геракл, «одного взгляда на которого достаточно, чтобы умереть от ужаса»: во время еды «шумит» у Геракла «глотка, чавкает челюсть, скрипят коренные зубы, лязгают клыки, и носом сопит он и ушами двигает». В комедии «Гефест» бог огня и кузнечного мастерства заковывал Геру, которая строила козни против Геракла. В «Свадьбе Гебы» описывался обед во время её бракосочетания с Гераклом. К мифологическим комедиям Эпихарма также относят «Вакханки», «Пирра и Прометей», «Троянцы» и др. Кроме традиционных богов и героев в пьесах могли принимать участие персонифицированные антагонистические пары, например, «Земля и Море», «Мужской разум и женский».

## Философия
В сочинениях Эпихарма присутствовали многочисленные меткие выражения и сентенции. К числу наиболее известных относятся «Рука руку моет», «Где страх, там и почёт». Вследствие этого Эпихарм вошёл в историю не только как комедиограф, но и как философ. Древнегреческий писатель III—II веков до н. э. Гиппобот даже относил его к «семи мудрецам», с именами которых связывают рождение древнегреческой философии. По современным оценкам, приписываемые Эпихарму крылатые фразы в своём большинстве являются поздними имитациями.
Кроме знаменитых изречений, авторство которых вызывает сомнение, современники видят в творчестве Эпихарма насмешку над учением Гераклита «Всё течёт, всё меняется». Должник отказывается выплачивать кредитору долг, так как «он не то самое лицо вследствие того, что [в нём] кое-что прибавилось и кое-что убавилось». Когда кредитора, побившего хитрого должника, привлекают к суду то, он оправдывается, «что побил один, обвиняется же другой». Одновременно Эпихарм сумел передать мысль Гераклита без какого-либо символизма: «Один растёт, другой же худеет. В изменении же находятся все люди во всякое время. А то, что по своей природе изменяется и никогда не пребывает в том же самом положении, то, должно быть, будет уже чем-то отличным от переменившегося. Точно так же ты и я были вчера другими, чем сегодня, и в будущем будем опять иными. И никогда мы не бываем теми же самыми, согласно тому же самому закону».
Во фразе «Нисколько не удивительно, что мы так говорим об этом и что мы сами себе нравимся и кажемся прекрасными по природе существами. Ведь и собака считает другую собаку прекраснейшим созданием; и бык быка, осел осла и свинья свинью считают прекраснейшими» можно увидеть платоновское учение об относительности.
Идеи Эпихарма об организации мира близки к таковым милетской натурфилософской школы. Закон сохранения материи и отрицание возникновения из ничего и полного уничтожения им были подытожены в двух строках:
Было соединено и было разделено, и вновь ушло, откуда пришло,
Земля в землю, дыхание же вверх. Что тут страшного? Ничего.
Ещё в одном приписываемом Эпихарму фрагменте синтезированы одновременно пифагорейские и гераклитовские идеи — управление миром божественного разума, зависимость от него человека, наличие божественного в искусстве. В творчестве Эпихарма присутствуют новые для того времени темы описания не идеального, а реального человека с его способностями, возможностями и недостатками.
В древнеримской литературе Марк Теренций Варрон (116—27 годы до н. э.) и Цицерон (106—43 годы до н. э.) представили свою реконструкцию философии Эпихарма. Согласно их утверждениям, Эпихарм считал, что элементами мира являются огонь, земля, дыхание и Солнце. Душа человека представляет собой солнечный огонь. Небо и земля возникли из огня и воды, а природа из смешения тёплого и холодного, сухого и влажного. Мать-Земля порождает человеческие тела, которые после смерти возвращаются в её лоно.

## Влияние
В древней аттической комедии, хотя она имела существенные отличия от сицилийской, прослеживают влияние Эпихарма. Творчество Эпихарма повлияло на афинского комедиографа Кратета второй половины V века до н. э. Он не только отошёл от инвектив древней аттической комедии, но и стал строить свои произведения на основе связного, последовательного сюжета, что стало началом «средней» аттической комедии. Соотечественники высоко оценили труды Эпихарма. По его стихам одно из своих произведений написал сиракузский тиран Дионисий Старший. В театре Сиракуз установили статую философа и комедиографа с посвятительной надписью, в которой сравнивали его творчество со светом Солнца. Эпихарму посвятил одноимённую поэму поэт III—II веков до н. э. Квинт Энний. Живые комедии Эпихарма стали впоследствии образцом для римского комедиографа Плавта (250—184 годы до н. э.).
Согласно древнегреческому ритору IV—III веков до н. э. Алкиму, Платон взял своё учение об идеях у Эпихарма. Также Алким приписывал Эпихарму различение чувственного и умопостигаемого мира. Современные учёные считают данные утверждения маловероятными, так как платоновским открытиям должны были предшествовать расцвет софистики и возникновение учения Сократа, которые произошли после смерти Эпихарма. При этом не вызывает сомнений знакомство Платона с сочинениями Эпихарма. В диалоге «Теэтет» он ставит его на один уровень с Гомером: «из поэтов — величайшие в каждом роде поэзии: в комедии — Эпихарм, в трагедии — Гомер». Особняком стоит утверждение позднеантичного писателя-неоплатоника Ямвлиха о том, что Эпихарм предвосхитил философию Парменида и Эмпедокла. Также общепризнанным в научной среде считается влияние аргументации эпихармовских комедий на развитие софистики.